# Rosenhayn
Rosenhayn és una concentració de població designada pel cens dels Estats Units a l'estat de Nova Jersey. Segons el cens del 2000 tenia 1.099 habitants.

## Demografia
Segons el cens del 2000, Rosenhayn tenia 1.099 habitants, 373 habitatges, i 286 famílies. La densitat de població era de 160,1 habitants/km².
Dels 373 habitatges en un 35,4% hi vivien nens de menys de 18 anys, en un 52,5% hi vivien parelles casades, en un 17,4% dones solteres, i en un 23,1% no eren unitats familiars. En el 17,7% dels habitatges hi vivien persones soles el 7,8% de les quals corresponia a persones de 65 anys o més que vivien soles. El nombre mitjà de persones vivint en cada habitatge era de 2,93 i el nombre mitjà de persones que vivien en cada família era de 3,29.
Per edats la població es repartia de la següent manera: un 29,9% tenia menys de 18 anys, un 7,6% entre 18 i 24, un 27,8% entre 25 i 44, un 21,6% de 45 a 60 i un 13% 65 anys o més.
L'edat mediana era de 36 anys. Per cada 100 dones de 18 o més anys hi havia 93,5 homes.
La renda mediana per habitatge era de 38.702 $ i la renda mediana per família de 38.155 $. Els homes tenien una renda mediana de 33.092 $ mentre que les dones 22.216 $. La renda per capita de la població era de 14.801 $. Aproximadament el 12,2% de les famílies i el 15,7% de la població estaven per davall del llindar de pobresa.

## Poblacions més properes
El següent diagrama mostra les poblacions més properes.